# Балласт (электротехника)

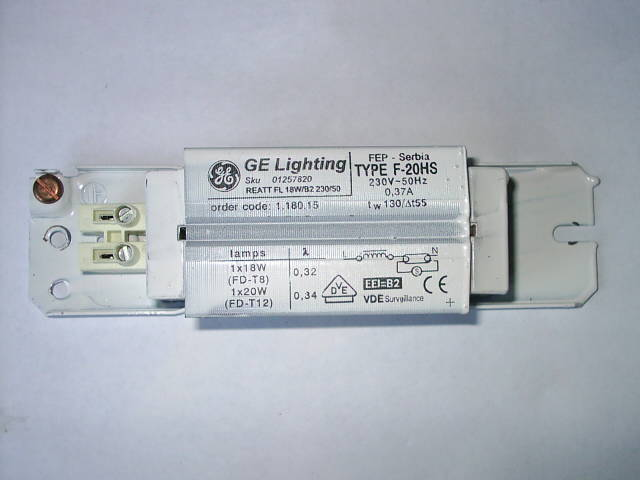
Индуктивный балласт

Балласт — устройство, предназначенное для ограничения тока в электрической цепи. Существует большое количество реализаций балласта, различающихся по сложности реализации. В простейших случаях это могут быть последовательно соединённые с нагрузкой резисторы, например для ограничения электрического тока через светодиод или неоновую лампу. В случае же более мощной нагрузки они не подходят ввиду больших тепловых потерь при использовании активного сопротивления, в связи с чем применяют реактивное сопротивление конденсаторов и/или катушек индуктивности (дросселей). Управляемый электроникой балласт также может включать в себя микроконтроллер, образуя так называемый «цифровой балласт».

## Ограничение тока
Балласты используются, если электрическая нагрузка не может эффективно ограничивать используемый электрический ток. Это бывает в тех случаях, когда цепь или устройство обладает дифференциальным отрицательным сопротивлением по отношению к источнику питания. Если такое устройство будет подключено к источнику напряжения (то есть к источнику электропитания с малым внутренним сопротивлением, например к электросети), то через него будет протекать всё больший ток до тех пор, пока оно или источник не выйдут из строя. Для предотвращения этого используют балласт, обеспечивающий активное или реактивное сопротивление, ограничивающее ток на приемлемом уровне. Одним из примеров устройств с отрицательным сопротивлением являются газоразрядные лампы.